# Ernst R. Lagus
Ernst R. Lagus, finski general, * 1896, † 1959.